# Appasus japonicus
Appasus japonicus là một loài bọ nước lớn thuộc họ Belostomatidae. Nó được tìm thấy ở Nhật Bản và Hàn Quốc, và đã được nghiên cứu nhiều vì nó cung cấp một ví dụ, hiếm trong số các loài côn trùng, mà con đực tham gia trong việc chăm sóc con non. Với sự phá hủy môi trường sống và khả năng phân tán kém, nó đã được liệt kê là một loài có nguy cơ tuyệt chủng ở Nhật Bản.

## Miêu tả
Appasus japonicus phát triển đến chiều dài khoảng 16 đến 21 mm (0,6 đến 0,8 in), khá nhỏ so với Appasus major tương tự. Ba nhánh loài đã được xác định, hai ở Nhật Bản, cách nhau bởi các dãy núi và một ở Hàn Quốc.

## Phân bố và sinh cảnh
Appasus japonicus sinh sống ở môi trường nước ngọt ở phần lớn Nhật Bản, nhưng không phải ở quần đảo Ryukyu, và nó cũng sinh sống ở Hàn Quốc. Nó được tìm thấy trong hồ và ao, hồ phụ và các vùng nước tù đọng của sông và đầm lầy. Do sự phát triển làm giảm các loại môi trường sống này, nó đã được đưa vào sống trong các cánh đồng lúa và các nguồn dự trữ nước nông nghiệp. Nó có xu hướng sống ở môi trường sống ấm hơn A. major, và sinh sống ở mật độ thấp hơn.

## Vòng đời
Appasus japonicus đực khởi xướng sự tán tỉnh ở loài này bằng cách thực hiện một loạt các chuyển động lên xuống. Con cái bị thu hút để giao phối với con đực đã mang trứng hơn là với con đực không mang trứng. Sau khi giao phối, con cái đẻ trứng vào lưng con đực và dán chúng tại chỗ. Những quả trứng tạo thành một miếng đệm, và những con cái khác đẻ trứng dọc theo ổ trứng đầu tiên, vì thế trứng trên lưng con bố có thể thuộc về một vài con mẹ. Một con cái đẻ tới 50 quả trứng, trong khi khả năng mang của con đực lên tới khoảng 150 quả trứng. Con đực mang trứng và chăm sóc chúng cho đến khi chúng nở ra; điều này mất khoảng một tháng vào mùa xuân nhưng chỉ khoảng một tuần trong vùng nước ấm hơn của mùa hè. Khi tất cả trứng đã nở, con đực tiếp tục các hoạt động sinh sản và có thể mang bốn lô trứng trong suốt một năm, giữa tháng Tư và tháng Tám.

## Sinh thái học
Cặp chân trước được biến đổi để nắm và giữ con mồi. Vòi được sử dụng để đâm con mồi rồi sau đó tiêm nước bọt độc vào nó, sau đó hút hết chất hữu cơ hóa lỏng. Thức ăn của chúng chủ yếu là ốc và côn trùng thủy sinh.